# شین کیشیدا
شین کیشیدا (انگلیسی: Shin Kishida; ۱۷ اکتبر ۱۹۳۹ – ۲۸ دسامبر ۱۹۸۲) بازیگر اهل ژاپن بود. وی بین سال‌های ۱۹۶۲ تا ۱۹۸۲ میلادی فعالیت می‌کرد.
از فیلم‌ها یا برنامه‌های تلویزیونی که وی در آن نقش داشته‌است می‌توان به گودزیلا در برابر گودزیلای مکانیکی، جنوبگان، شوگون قاتل، گرگ تنها و توله: کالسکه بچه در رودخانه استوکس، بکش! و زاتوایجی و یوجینبو اشاره کرد.